# Mathieu Ladagnous
Mathieu Ladagnous (nascido em 12 de dezembro de 1984) é um ciclista francês que compete tanto em provas de estrada, quanto de pista. Ladagnous sempre esteve ligado à equipe FDJ. Competiu nos Jogos Olímpicos de Verão de 2004 e 2008, terminando na sétima posição.